# The Elder Scrolls IV: Oblivion
The Elder Scrolls IV: Oblivion, eller Oblivion, er et fantasy action orienteret computerrollespil (RPG) udviklet af Bethesda Game Studios og udgivet af Bethesda Softworks og Take-Two Interactive underafdeling 2K Games.
Det er det fjerde spil i The Elder Scrolls spilserien. Det blev udgivet den 21 Marts, 2006 til PC og Xbox 360. En Playstation 3 udgivelse kom den 20 Marts, 2007 i Nordamerika, og den 27 April, 2007 i Europa. En udvidelsespakke, Shivering Isles, og et antal mods man kan købe er der også lavet. Spillet blev taget godt imod af kritikere og det vandt flere priser. Oblivion solgte godt: 1,7 millioner eksemplarer til den 10 April, 2006, og over 3 millioner eksemplarer den 18 Januar, 2007. En pakke som både indeholder Shivering Isles og det officielle mod Knights of the Nine, The Elder Scrolls IV: Oblivion Game of the Year Edition, blev annonceret på den 9 Juli, 2007, og udgivet i Nordamerika den 10 September, 2007 til PC og Xbox 360.
Oblivions historie fokuserer på en tidligere fange der bliver trukket ind i en Daedric Lords plan om at indtage den dødelige verden. Porte til den helvedslignede verden kaldet Oblivion åbner sig, og mange dæmoner kaldet daedra kommer ud af dem. Spillet fortsætter åben-slutning traditionen fra de tidligere The Elder Scrolls spil, hvilket giver spilleren mulighed for at tage et hvert sted hen i spillet når som helst, dette betyder at man kan ignorere hovedhistorien fuldkommen. Udviklerne ønskede hurtigere rejser og mere fokus på missioner end i de tidligere spil; et valg der blev modtaget godt af pressen.

## Gameplay
Oblivion er et fantasy baseret rollespilseventyr-spil og et eksempel på et sandkassespil med en åben slutning. Hovedhistorien kan udsættes eller ignoreres totalt mens spilleren udforsker den store spil verden, klarer sidemissioner, taler med NPCer, og udvikler en figur efter deres ønsker. Spilleren kan gå hvor som helst hen i landet Cyrodiil på et hvilket som helst tidspunkt, og selv efter at have gennemført hovedhistorien stopper spillet aldrig, hvilket giver mulighed for at lave deres person præcis som de vil, uden grænser på evner og udstyr. Spillet indeholder mange fjender spilleren kan kæmpe mod, hvilket også inkluderer monstrer og dyr. Mange fjender, missioner, og skatte er "leveled", hvilket vil sige de forøges eller blive stærkere, imens spilleren får leveler. Spilleren kan dog ændre sværhedsgraden.
Fast-travel systemet fra Arena og Daggerfall, som ikke var med i Morrowind, er tilbage i Oblivion. I Oblivion dukker det op som et ikon på spillerens kort hvis spilleren besøger et sted. Man kan så klikke på ikonet for at rejse dertil, tiden går videre imens. Oblivion introducerede også heste man kunne ride på hvilket betød det fjernede Morrowinds transport muligheder, som for eksempel Mages' Guild teleportere, silt striders og teleport besværgelserne. Spillet fjernede også alle levitation besværgelser og ting, fordi byerne i Oblivion er separate celler fra resten af verden og man skal derfor gå derind igennem en byport for at undgå glitches. NPC'erne går tit ind og ud af steder som de vil.
Et stort fokus da man lavede Oblivion var at fjerne Morrowinds ubalance mellem stealth, combat og magic evner. Disse evne systemer ligner Morrowinds, men der er mindre evner, da de har fjernet medium armor, unarmored, spear, og enchant evnerne, og short blade og long blade evnerne er lagt sammen i en evne kaldet blade. Spillet introducerede også "mastery levels," hvilket giver specielle evner fordele når spilleren når et bestemt punkt i den evne. Kamp systemet er også nyt, med muligheden for "power attacks", som man får af mastery levels, og fjernelsen af de separate udgaver af melee attacks som der var i Morrowind. Angreb med bue er også ændret, så om det skader fjenden kun kommer an på om det ramte fjenden, i stedet for spillerens evne niveau. Spyd, kastevåben, og armbrøst blev også fjernet, mens stave ikke længere talte som våben, men kun blev brugt til at kaste besværgelser. Morrowinds passive Block evne blev en aktiv del af Oblivion, da den blev aktiveret ved at holde en knap nede. Når der i det nye system bliver blokeret ryger modstanderen lidt tilbage hvilket giver mulighed for et gratis angreb.

## Handling
Selvom det kronologisk foregår efter de tidligere Elder Scrolls spil, er spillet ikke en direkte fortsættelse af The Elder Scrolls III: Morrowind eller noget andet spil. Oblivion begynder ved at Kejser Uriel Septim VII (stemme af Patrick Stewart) kommer til fængslet, sammen med tre af sine personlige livvagter, kaldt Blade. De ønsker at flygte fra en gruppe snigmordere —senere finder man ud af at de er medlemmer af Mythic Dawn—gennem en hemmelig undergrundstunnel. Tilfældigvis, ligger udgangen i samme celle som hovedpersonen er i. Kejseren befrier spilleren, og tager af sted gennem tunnelerne mens hovedpersonen følger efter. Nær udgangen bliver gruppen angrebet og hurtigt besejret af snigmorderne hvilket betyder af spilleren får til opgave at forsvare og beskytte kejseren mens de andre kæmper. Mens man venter på resultatet, giver Uriel spilleren The Amulet of Kings, en speciel amulet der kun kan bæres af dem med Septim-blod i årene, og beordrer spilleren til at tage den til en mand ved navn Jauffre. Præcis bagefter, kommer der en snigmorder og slår Uriel ihjel hvorefter han selv bliver dræbt. Den eneste overlevende livvagt, Baurus, udspørger spilleren, og forklarer at Jauffre er lederen af The Blades, og kan findes ved Weynon Priory.
Senere i spillet opdager man at Kejserens død har gjort det muligt for portaler til dæmon verdenen Oblivion at åbne sig og at en Daedra invasion er ved at tage form. Den eneste måde at lukke portene permanent på er ved at finde en fra Septim slægten, få ham til at indtage tronen og tænde for the Dragonfires i Imperial City. Heldigvis, viser det sig at der stadig er en overlevende fra Septim slægten: Uriels ukendte søn Martin Septim (stemme af Sean Bean), som bor i Kvatch. Men, Daedra har invaderet Kvatch og spilleren må rejse ind i Oblivion for at lukke porten. Efter man har lukket porten, kommer til kirken hvor man overtaler Martin til at komme med til Weynon Priory.
Da man ankommer viser det sig at Weynon Priory er blevet invaderet af Mythic Dawn og at The Amulet of Kings er blevet taget. Efter angrebet beordrer Jauffre hovedpersonen til at eskortere ham og Martin til Cloud Ruler Temple, hovedkvarteret for Blades i Jerall Mountains. Ved Cloud Ruler Temple, får Martin kommandoen over Blades, og hovedpersonen tager af sted i sin søgen efter amuletten. Efter at have efterforsket lidt, ankommer hovedpersonen ved Mehrunes Dagons tempel som er en Daedric kult-lejr fuld af Mythic Dawn, i den tro at amuletten er der. Mythic Dawns leder Mankar Camoran (stemme af Terrence Stamp) flygter til hans Paradise gennem en portalved at bruge en bog kaldet Mysterium Xarxes. Hovedpersonen stjæler bogen og tager den til Martin, som siger at den eneste måde at tilvejebringe amuletten på er ved at følge Camoran, og åbne en portal til Camoran's Paradise. En "skaf-tingene" del af historien begynder, da spilleren må skaffe 3 ting som er nødvendige for at åbne portalen. Når man har alle 3 ting fortæller Martin at man har brug for en sidste ting der skal bruges, en Great Sigil Stone som bliver brugt i en Great Gate til Oblivion, en port magen til den der udslettede Kvatch. Martin og Jauffre laver en plan der går ud på at lade Bruma blive angrebet af Daedra så en Great Gate bliver åbnet. Hovedpersonen må så ind i portalen og tilvejebringe en Great Sigil Stone. Ved kamppladsen nær Bruma, holder Martin en tale før man går i gang med kampen mod Daedra. Mange folk dør men den store Great Gate bliver åbnet. Spilleren går ind og skaffer stenen.
Når man vender tilbage til Cloud Ruler Temple, er portalen der og man tager af sted for at ende i Camoran's Paradise. Efter at have kæmpet mod Camorans folk, kæmper hovedpersonen mod Camoran i hans tronsal og slår ham ihjel. Efter hans død tager hovedpersonen The Amulet of Kings fra Camorans nakke, og ser Camoran's Paradise gå i stykker omkring ham. Spilleren vender tilbage med amuletten til Martin, og spilleren samt Blades tager til Imperial City for at tænde The Dragonfires og afslutte invasionen. Men, Daedra angriber Imperial City indefra med alle deres styrker. Spilleren og Martin kæmper sig frem til Temple of the One, i Imperial City Temple District, bare for at se at et 200-fod højt monster ødelægge byen. Monsteret viser sig at Daedric Prince, Mehrunes Dagon selv. Martin kæmper sig ind i templet, og ødelægger The Amulet of Kings for at fusere sig selv med Akatosh' ånd, drageguden fro tiden, og bliver en del af ham. Han besejrer Dagon til sidst. The Amulet of Kings er ødelagt, Martin forsvinder, portene til Oblivion bliver lukket forevigt, og der er ingen kejser på tronen. En sidste epilog af Martin, fortæller at Tamriels fremtid nu ligger i spillerens hænder. Efter kampen gør, Lord Chancellor Ocato fra Elder Council hovedpersonen til Champion of Cyrodiil.

### Geografi
Cyrodiil er det mest centrale land på kontinentet Tamriel fra The Elder Scrolls IV: Oblivion. Siden Cyrodiil ligger så centralt, er landet også fyldt med alle Tamriels racer:
- Menneske
- Nord
- Breton
- High elf (Højelver)
- Dark Elf (Mørkelver)
- Wood Elf (Skovelver)
- Kajhiit
- Orc (Ork)
- Argonian

I The Elder Scrolls IV: Oblivion er Cyrodiil det eneste land i Tamriel, man kan bevæge sig rundt i og også der, hvor historien foregår. Landet er fyldt med forskellige klimaer, ruiner, vilde dyr og grotter.
Cyrodiil er også hjemsted for en masse af verdenens monstre og væsener, som f.eks.
- Gobliner og ogre.